# Java Occidental
Java Occidental (Jawa Barat en indonesi) és una província d'Indonèsia. Es troba a la part occidental de l'illa de Java i la seva capital és Bandung. Amb una població de 46,3 milions (el 2014) és la que té més població i més densitat de població de totes les Províncies d'Indonèsia.